# Oxalis purpurascens
Oxalis purpurascens är en harsyreväxtart som beskrevs av Salter. Oxalis purpurascens ingår i släktet oxalisar, och familjen harsyreväxter. Inga underarter finns listade i Catalogue of Life.